# Misumena ganpatii
Misumena ganpatii là một loài nhện trong họ Thomisidae.
Loài này thuộc chi Misumena. Misumena ganpatii được miêu tả năm 1994 bởi Kumari & Mittal.